# Gulaben'aobao
Gulaben'aobao (kinesiska: 古拉本敖包, 古拉本敖包镇) är en köping i Kina. Den ligger i den autonoma regionen Inre Mongoliet, i den norra delen av landet, omkring 520 kilometer sydväst om regionhuvudstaden Hohhot.
Genomsnittlig årsnederbörd är 290 millimeter. Den regnigaste månaden är juli, med i genomsnitt 82 mm nederbörd, och den torraste är december, med 1 mm nederbörd.